# 사천시외버스터미널
사천시외버스터미널은 경상남도 사천시 사천읍 옥산로 120(선인리 315-2)에 위치한 시외버스 터미널이다. 모든노선은 삼천포, 고성, 통영, 진주 등에서 출발한 노선이 본 터미널을 중간경유하는 형태로 운행하고 있다.

1974년 8월 13일에 터미널 면허를 받아 1976년 수석리 270-1(진삼로 1468)에서 영업하였으나 세월이 흘러 터미널이 낡고 협소한 관계로 이용불편민원이 꾸준히 제기되어, 2013년 11월 사천읍 선인리 319-6번지 (자영고 인근) 2만85m2 부지에 터미널 신축공사 착공에 들어갔다. 2015년 8월 13일에 부지 조성이 끝났으며, 8월 7일에 터미널 건물 신축에 들어가 2016년 3월 24일에 이전했다.
- 2017년 6월 1일부터 인천행 신설운행한다.[4]

## 운행 노선
| 운행 노선       | 운행업체                            | 운행구간 | 운행구간 | 운행구간 | 경유지                                                                                 | 배차 간격 | 시간표                                                 |
| --------------- | ----------------------------------- | -------- | -------- | -------- | -------------------------------------------------------------------------------------- | --------- | ------------------------------------------------------ |
| 사천 ↔ 고성     | 거창고속                            | 사천     | ↔        | 고성     | 상리                                                                                   | 7회       | 09:05, 10:30, 12:05, 15:05, 16:55, 18:05, 21:05        |
| 사천 ↔ 인천     | 영화여객                            | 사천     | ↔        | 인천     | 진주, 원지                                                                             | 2회       | 13:25, 17:05                                           |
| 사천 ↔ 남서울   | 경전여객                            | 사천     | ↔        | 남서울   | 무정차                                                                                 | 60분      | 첫차:05:30(사천 기준) 막차:20:00(사천 기준)            |
| 사천 ↔ 대전     | 경전여객 경원여객                   | 사천     | ↔        | 대전     | 무정차                                                                                 | 13~14회   | 첫차:07:50(사천 기준) 막차:22:00(사천 기준)            |
| 사천 ↔ 마산     | 경원여객                            | 사천     | ↔        | 마산     | 무정차                                                                                 | 50분      | 첫차:06:20(삼천포 기준) 막차:20:30(삼천포 기준)        |
| 사천 ↔ 부산서부 | 부산교통 영화여객                   | 사천     | ↔        | 부산서부 | 무정차                                                                                 | 55분      | 첫차:06:00(사천 기준) 막차:20:30(사천 기준)            |
| 사천 ↔ 삼천포   | 경원여객 경전여객 부산교통 영화여객 | 사천     | ↔        | 삼천포   | 용현                                                                                   | 10~15분   | 첫차:05:55(사천 기준) 막차:23:55(사천 기준)            |
| 사천 ↔ 삼천포   | 경원여객 경전여객 부산교통 영화여객 | 사천     | ↔        | 삼천포   | 월성, 병둔, 죽천, 신기, 평기, 온정, 석계, 용현, 부곡, 덕곡, 벽동, 문화, 남양동, 새고개 | 15~20분   | 첫차:05:55(사천 기준) 막차:23:55(사천 기준)            |
| 사천 ↔ 서대구   | 경전여객                            | 사천     | ↔        | 서대구   | 무정차                                                                                 | 4회       | 09:20, 12:40, 15:40, 19:00                             |
| 사천 ↔ 장승포   | 경원여객 현대고속                   | 사천     | ↔        | 장승포   | 고성, 통영 고현                                                                        | 8회       | 06:40, 08:00, 11:30, 12:10, 13:50, 15:40, 17:40, 21:15 |
| 사천 ↔ 진주     | 경원여객 경전여객 부산교통 영화여객 | 사천     | ↔        | 진주     | 개양, 과학기술대                                                                       | 10~15분   | 첫차:06:00(사천 기준) 막차:23:00(사천 기준)            |
| 사천 ↔ 진주     | 경원여객 경전여객 부산교통 영화여객 | 사천     | ↔        | 진주     | 사천공항, 축동, 예하, 경상대학교, 개양, 과학기술대                                     | 15~20분   | 첫차:06:00(사천 기준) 막차:23:00(사천 기준)            |
| 사천 ↔ 천안     | 경전여객                            | 사천     | ↔        | 천안     | 무정차                                                                                 | 3회       | 10:00, 14:30, 18:50                                    |
| 사천 ↔ 창원     | 경원여객                            | 사천     | ↔        | 창원     | 마산                                                                                   | 6회       | 06:20, 09:00, 11:40, 15:30, 18:00, 20:30               |
| 사천 ↔ 통영     | 대한여객 경원여객                   | 사천     | ↔        | 통영     | 고성                                                                                   | 50~100분  | 첫차:06:45(사천 기준) 막차:21:15(사천 기준)            |